# ترواکی کوبایاشی
ترواکی کوبایاشی (انگلیسی: Teruaki Kobayashi؛ زادهٔ ۲۰ ژوئن ۱۹۷۹) بازیکن فوتبال اهل ژاپن است.
از باشگاه‌هایی که در آن بازی کرده‌است می‌توان به باشگاه فوتبال ویسل کوبه، باشگاه فوتبال جف یونایتد ایچیهارا چیبا، و باشگاه فوتبال ساگان توسو اشاره کرد.